# Teste de Cooper
O Teste de Cooper é um teste de preparo físico idealizado pelo médico e preparador físico norte-americano Kenneth H. Cooper em 1968 para ser usado pelas forças armadas para verificar o nível de condicionamento físico. O teste consiste em uma corrida de 12 minutos em velocidade constante que varia de acordo com a idade, sexo e seu desempenho (profissional ou amador). Este método é adequado para atletas pois exige 100% da velocidade (carga).  O nome "Cooper" deu-se por causa do nome de seu criador.
Tabela com os índices recomendados:
| Idade |   | Ótimo   | Bom           | Regular       | Ruim          | Péssimo |
| ----- | - | ------- | ------------- | ------------- | ------------- | ------- |
| 13-14 | M | 2700+ m | 2400 – 2700 m | 2200 – 2399 m | 2100 – 2199 m | 2100- m |
| 13-14 | F | 2000+ m | 1900 – 2000 m | 1600 – 1899 m | 1500 – 1599 m | 1500- m |
| 15-16 | M | 2800+ m | 2500 – 2800 m | 2300 – 2499 m | 2200 – 2299 m | 2200- m |
| 15-16 | F | 2100+ m | 2000 – 2100 m | 1700 – 1999 m | 1600 – 1699 m | 1600- m |
| 17-19 | M | 3000+ m | 2700 – 3000 m | 2500 – 2699 m | 2300 – 2499 m | 2300- m |
| 17-19 | F | 2300+ m | 2100 – 2300 m | 1800 – 2099 m | 1700 – 1799 m | 1700- m |
| 20-29 | M | 2800+ m | 2400 – 2800 m | 2200 – 2399 m | 1600 – 2199 m | 1600- m |
| 20-29 | F | 2700+ m | 2200 – 2700 m | 1800 – 2199 m | 1500 – 1799 m | 1500- m |
| 30-39 | M | 2700+ m | 2300 – 2700 m | 1900 – 2299 m | 1500 – 1899 m | 1500- m |
| 30-39 | F | 2500+ m | 2000 – 2500 m | 1700 – 1999 m | 1400 – 1699 m | 1400- m |
| 40-49 | M | 2500+ m | 2100 – 2500 m | 1700 – 2099 m | 1400 – 1699 m | 1400- m |
| 40-49 | F | 2300+ m | 1900 – 2300 m | 1500 – 1899 m | 1200 – 1499 m | 1200- m |
| 50+   | M | 2400+ m | 2000 – 2400 m | 1600 – 1999 m | 1300 – 1599 m | 1300- m |
| 50+   | F | 2200+ m | 1700 – 2200 m | 1400 – 1699 m | 1100 – 1399 m | 1100- m |

|        | Ótimo   | Bom           | Regular       | Ruim          | Péssimo |
| ------ | ------- | ------------- | ------------- | ------------- | ------- |
| Homem  | 3700+ m | 3400 – 3700 m | 3100 – 3399 m | 2800 – 3099 m | 2800- m |
| Mulher | 3000+ m | 2700 – 3000 m | 2400 – 2699 m | 2100 – 2399 m | 2100- m |